# Jüdischer Friedhof (Sötern)

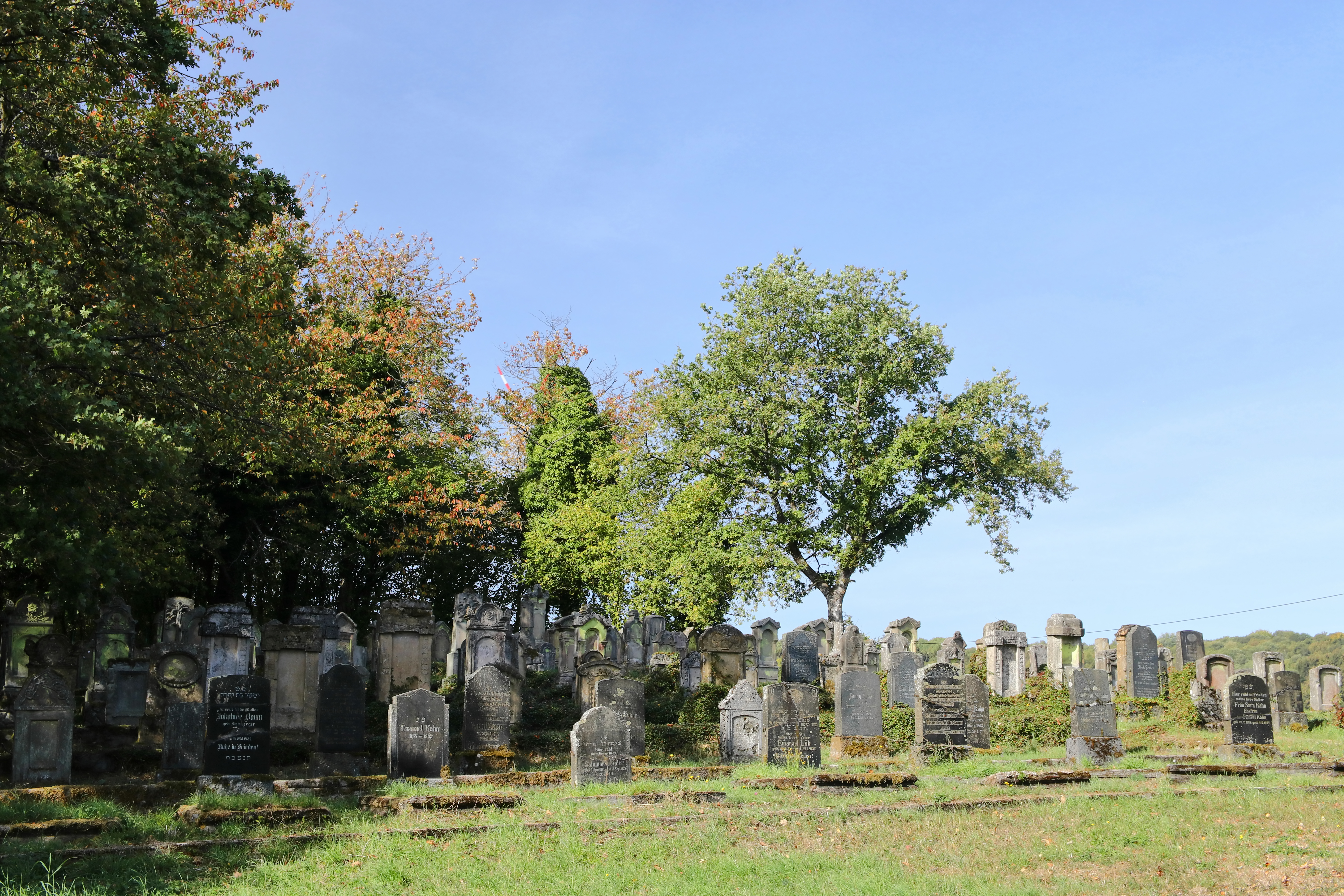
Jüdischer Friedhof bei Sötern

Der Jüdische Friedhof Sötern im Ortsteil Sötern der Gemeinde Nohfelden im Landkreis St. Wendel (Saarland) ist ein geschütztes Baudenkmal.
Der Friedhof liegt am östlichen Rand einer bewaldeten Anhöhe in der Nähe der Aussiedlerhöfe Tannenhof und Weiherhof am Ende der Weiherdammstraße. Auf einer Fläche von 3708 m² sind 204 Grabsteine erhalten.

## Geschichte
Es handelt sich um den ältesten jüdischen Friedhof im Saarland, der um 1650 angelegt wurde. Er war ein Gemeinschaftsfriedhof für die jüdischen Gemeinden Sötern, Gonnesweiler und Bosen. Der älteste Grabstein stammt aus dem Jahr 1748. Während des 19. Jahrhunderts wurde der Friedhof dreimal erweitert. 1938 – während der Zeit des Nationalsozialismus – wurde er verwüstet. Die letzte der insgesamt 500 bis 600 Bestattungen fand im Jahr 1941 statt. Im Jahr 2008 wurde der Friedhof geschändet, dabei wurden 60 Grabsteine umgeworfen.